# 小行星9305
小行星9305（英語：9305 Hazard）是一颗围绕太阳公转的小行星。1986年10月7日，愛德華·鮑威爾在可可尼诺县发现了此天体。
这颗小行星的绝对星等为218.7316857229596等。